# 대구남산고등학교
대구남산고등학교(大邱南山高等學校)는 대한민국 대구광역시 수성구 수성동1가에 있는 사립 고등학교이다.

## 학교 연혁
- 1907년 10월 15일 : 미국선교사 부인 마르다 스코트 부루엔(Martha Scott Bruen) 여사(초대교장)가 남산동(현 동산동)에서 신명여학교 수업 개시
- 1944년 4월 30일 : 「 재단법인 대구남산여학교 유지재단 」 설립
- 1944년 5월 1일 : 설립자 김충학 재단이사장에 취임
- 1945년 3월 15일 : 일제 교육정비령에 의하여 교명을 대구남산고등여학교로 변경
- 1945년 8월 15일 : 광복과 함께 교명을 신명여자중학교로 환원
- 1948년 4월 27일 : 신명여자중학교를 문교 제16호로 6년제 15학급 인가
- 1950년 5월 15일 : 학제변경에 의하여 중·고 분리
- 1951년 1월 17일 : 이규원 교장 취임
- 1953년 1월 31일 : 학제변경으로 대구남산여자고등학교를 설립(6학급)
- 1953년 4월 30일 : 대구시 하동 96번지에 교사 14교실 신축 낙성
- 1963년 3월 1일 : 교실 양관 3층 9실 낙성
- 1964년 3월 17일 : 재단법인을 학교법인으로 조직 변경(사립학교법 제2조에 의거)
- 1972년 12월 30일 : 양관 4층 12교실 완공
- 1979년 10월 19일 : 체육관 준공(연건평 600평)
- 1984년 7월 31일 : 신관 동편 5층 9교실 증축(1,161.27m2)
- 1986년 3월 4일 : 학교법인 명칭을 대구남산학원으로 변경 인가
- 1995년 11월 11일 : 수선관 12교실 준공(1,377.56m2, 417평)
- 2002년 10월 21일 : 별관교사 증축(1,317.09m2, 과학관 136.80m2)
- 2003년 3월 1일 : 대구남산여자고등학교를 대구남산고등학교로 교명 변경(남 · 녀공학)
- 2003년 5월 3일 : 과학관(창의관) 증축(1120.71m2)
- 2005년 9월 13일 : 김명한 이사장 취임
- 2019년 9월 1일 : 이상욱 교장(제11대) 취임
- 2022년 2월 10일 : 제108회(고67) 졸업식

## 참고 자료
- 대구남산고등학교 - 한국교육학술정보원 학교알리미